# Danny Jansen
Danny Jansen (Holten, 15 mei 2002) is een Nederlandse darter. In het buitenland werd hij populair door zijn matje. Zijn bijnaam is The Mullet.

## Carrière
Jansen won in januari 2022 zijn PDC Tourcard door op de Europese Q-School Order of Merit vijfde te eindigen. In maart 2022 maakte Jansen zijn debuut op een televisietoernooi: de UK Open. Hier versloeg hij Liam Meek en Scott Mitchell, maar verloor in de derde ronde van Ricky Evans. 
Op 1 april 2022 won Jansen verrassend de Players Championship 9. Hij versloeg onder andere de toenmalige nummer één van de wereld, Peter Wright, en won in de finale van Andrew Gilding met 8-6.
Nadat hij er op Q-school niet in slaagde zijn tourkaart en daarmee toegang tot het professionele circuit terug te winnen, schreef Jansen op 19 januari 2024 Challenge Tour 2 op zijn naam. Grofweg een maand daarna zegevierde de darter ook op Development Tour 1.

## Resultaten op Wereldkampioenschappen

### PDC
- 2023: Laatste 64 (verloren van Krzysztof Ratajski met 1-3)

### PDC World Youth Championship
- 2022: Kwartfinale (verloren van Callan Rydz met 2-6)
- 2024: Groepsfase (gewonnen van Charlie Large met 5-3, verloren van Nathan Potter met 4-5 en Keenan Thomas met 3-5)